# Henry Vizetelly
Henry Richard Vizetelly, né le 30 juillet 1820 né à Londres et mort le 1er janvier 1894, est un éditeur et écrivain britannique. Il lance les publications Pictorial Times et Illustrated Times, écrit plusieurs livres tout en travaillant à Paris et à Berlin en tant que correspondant pour l' Illustrated London News, et en 1886 fonde une maison d'édition à Londres, Vizetelly & Company.

## Biographie
Henry Vizetelly naît le 30 juillet 1820 à Londres. Il est le fils d'un imprimeur. Il fait très tôt un apprentissage de graveur sur bois, et l'une de ses premières gravures sur bois est un portrait du Old Parr. Il est à San Francisco, en Californie, lorsque de l'or est découvert en 1849. Son livre California (écrit sous le pseudonyme « J. Tyrwhitt Brooks ») relate ses aventures pendant quatre mois dans les champs aurifères. Dans son autobiographie de 1893, Glances Back Through Seventy Years, il admet qu'il s'agit d'un canular élaboré, n'ayant jamais quitté Londres et ayant écrit le livre en quelques semaines seulement.
En 1843, encouragé par le succès de l’Illustrated London News, Henry Vizetelly, avec son frère James Thomas Vizetelly (1817-1897) et Andrew Spottiswoode (1787-1866), lance le Pictorial Times, qui est publié avec succès pendant plusieurs années. En 1855, en partenariat avec le libraire David Bogue (1812-1856), il lance un journal à trois pence appelé Illustrated Times, qui quatre ans plus tard fusionne avec le Penny Illustrated Paper. Son autre frère, Frank Vizetelly (1830-1883) est un artiste de guerre pour les deux camps pendant la guerre civile américaine et part en Égypte en tant que correspondant de guerre pour l’Illustrated London News. On n'a plus jamais entendu parler de lui après le massacre de l'armée de Hicks Pasha au Kordofan,.
En 1865, Henry Vizetelly devient le correspondant à Paris de l’Illustrated London News. Pendant les années où il reste à Paris, il publie plusieurs livres : Paris in Peril (1882), Story of the Diamond Necklace (1867) et une traduction libre de L'homme au masque de fer (1870) de Marius Topin sous le titre The Man in the Iron Mask.
En 1872, Henry Vizetelly est muté à Berlin, où il écrit Berlin under the New Empire (1879). En 1886, il crée une maison d'édition à Londres, Vizetelly and Company, lançant la série Mermaid de réimpressions de pièces de théâtre anglaises élisabéthaines, jacobéennes et de la Restauration, et publiant de nombreuses traductions d'auteurs français et russes, à commencer en 1886 par la première traduction anglaise de Madame Bovary de Gustave Flaubert, réalisée par Eleanor Marx. En 1888, il est poursuivi pour diffamation obscène pour sa traduction de La Terre d'Émile Zola, et est condamné à une amende de 100 £ ; et lorsqu'il réédite les œuvres de Zola en 1889, il est à nouveau poursuivit, condamné à une amende de 200 £ et emprisonné pendant trois mois,.
L'intérêt d'Henry Vizetelly pour les vins mène à la création de plusieurs ouvrages. The Wines of the World Characterized & Classed : with some particulars respecting the beers of Europe est publié en 1875 et Facts About Champagne and Other Sparkling Wines Collected During Numerous Visits to the Champagne and Other Viticultural Districts of France, and the Principal Remaining Wine-Producing Countries of Europe est publié en 1879. Il est juré pour la Grande-Bretagne lors des expositions de Vienne et de Paris en 1873 et 1878. En 1882, il écrit A History of Champagne : with notes on the other sparkling wines of France.
Il a quatre fils de sa première femme, notamment Ernest Alfred Vizetelly (1853-1922) qui retravaille certaines des traductions de Zola de son père et publie ces versions édulcorées dans les années 1890. De sa seconde épouse, Elizabeth Anne Ansell, il a une fille et un fils, Frank Horace Vizetelly (1864-1938), qui est lexicographe, étymologiste et éditeur.
Henry Vizetelly est nommé chevalier de l'Ordre de François-Joseph.
En 1893, il écrit un volume de réminiscences autobiographiques intitulé Glances Back through Seventy Years, un tableau graphique de la Bohème littéraire à Paris et à Londres entre 1840 et 1870,,. Il meurt le 1er janvier 1894 à « Heatherlands », Tilford, près de Farnham dans le Surrey.

## Séries de livres
Henry Vizetelly a publié 21 séries entre 1880 et 1890 et d'autres séries dès 1852 :
- Du Boisgobey's Sensational Novels
- Boulevard Novels
- Celebrated Russian Novels
- Cream of the Diarists and Memoir Writers
- Eighteenth-Century Illustrated Books
- French Sensational Novels (AKA Celebrated Sensational Novels)
- Gaboriau's Sensational Novels
- Grenville-Murray
- Henry Vizetelly's Books
- The Mermaid Series[14]
- Miscellaneous Shilling books
- Moore's Realistic Novels
- People who have Made a Noise in the World
- Popular French Novels
- Readable Books[15]
- Sala
- Sensational Stories
- Sixpenny Series of Amusing and Entertaining Books (AKA Vizetelly's Amusing Books)
- The Social Zoo
- Vizetelly's Half-Crown Series
- Vizetelly's One-Volume Novels
- Zola's Realistic Novels